# Leucanopsis oblonga
Leucanopsis oblonga là một loài bướm đêm thuộc phân họ Arctiinae, họ Erebidae.